# Morti nel 1239
| Questa pagina contiene informazioni ricavate automaticamente dalle voci biografiche con l'ausilio del template Bio e di un bot. L'aggiornamento è periodico e automatico e ricostruisce completamente la pagina. Se manca una persona in questa lista, sei pregato di non aggiungerla, ma accertati piuttosto che la sua voce biografica contenga il template Bio e che i dati anagrafici siano correttamente compilati. Se il template Bio manca, inseriscilo tu stesso o, in alternativa, metti l'avviso {{tmp\|Bio}} che ne segnala la mancanza. Se i dati riportati sono sbagliati, correggi direttamente la voce biografica; le modifiche saranno visibili in questa lista entro pochi giorni. Per chiarimenti vedi il progetto biografie. La lista contiene solo le 22 persone che sono citate nell'enciclopedia e per le quali è stato implementato correttamente il template Bio. Pagina aggiornata al 10 lug 2025. |

- 3 marzo - Vladimiro Rurikovič, principe russo (n. 1187)
- 5 marzo - Hermann Balk, cavaliere medievale
- 20 marzo - Ermanno di Salza, generale, politico e religioso tedesco
- 28 marzo - Go-Toba, imperatore giapponese (n. 1180)
- 10 maggio - Agnese di Zähringen, nobile tedesca (n. 1158)
- 5 giugno - Ladislao Odonic, nobile polacco
- 21 settembre - Simone di Dammartin, nobile francese
- 5 ottobre - Roberto di Courtenay, nobile francese
- 30 ottobre - Ottone Ghilini, arcivescovo cattolico italiano
- 1º novembre - Roberto di Strigonio, arcivescovo francese
- 13 novembre - Enrico II di Bar, nobile francese
- 25 novembre - Alberto IV il Saggio, nobile
- Tommaso da Capua, cardinale, diplomatico e letterato italiano
- Giulio I Rátót, nobile ungherese
- Jacopo da Sant'Andrea, nobiluomo italiano
- Jehan de Braine, conte francese
- Muhammad bin Hasan al-Baghdadi, scrittore arabo
- Pagano Pannocchieschi, vescovo cattolico italiano
- Visvaldis di Jersika, duca lettone
- Abu al-Abbas al-Nabati, botanico, farmacista e teologo arabo (n. 1166)
- Bosone III di Challant, nobile italiano
- Geraldo di Losanna, patriarca cattolico francese